# Quận Laurens, South Carolina
Quận Laurens là một quận ở tiểu bang Hoa Kỳ Nam Carolina.  Theo điều tra dân số năm 2000, quận có dân số 69,567; Năm 2005, Cục điều tra dân số Hoa Kỳ ước tính dân số quận này là 70.293 người. Quận lỵ đóng ở Laurens.6

## Địa lý
Theo Cục điều tra dân số Hoa Kỳ, quận có tổng diện tích 724 dặm Anh vuông (1.875 km²), trong đó, 715 dặm Anh vuông (1.852 km²) là diện tích đất và 9 dặm Anh vuông (23 km²) trong tổng diện tích (1,23%) là diện tích mặt nước.

### Các quận giáp ranh
- Quận Spartanburg, South Carolina - Bắc
- Quận Union, South Carolina - Đông bắc
- Quận Newberry, South Carolina - Đông nam
- Quận Greenwood, South Carolina - Nam
- Quận Abbeville, South Carolina - Tây nam
- Quận Anderson, South Carolina - Tây
- Quận Greenville, South Carolina - Tây bắc

### Các khu bảo tồn quốc gia
- Rừng quốc gia Sumter (một phần)

## Thông tin nhân khẩu
Theo cuộc điều tra dân số2 tiến hành năm 2000, quận này có dân số 69.567 người, 26.290 hộ, và 18.876 gia đình sinh sống trong quận này. Mật độ dân số là 97 người trên mỗi dặm Anh vuông (38/km²). Đã có 30.239 đơn vị nhà ở với một mật độ bình quân là 42 trên mỗi dặm Anh vuông (16/km²).  Cơ cấu chủng tộc của dân cư sinh sống tại quận này gồm 71,57% người da trắng, 26,23% người da đen hoặc người Mỹ gốc Phi, 0,28% người thổ dân châu Mỹ, 0,15% người gốc châu Á, 0,05% người các đảo Thái Bình Dương, 0,95% từ các chủng tộc khác, và 0,78% từ hai hay nhiều chủng tộc.  1,94% dân số là người Hispanic hoặc người Latin thuộc bất cứ chủng tộc nào.
Có 26.290 hộ trong đó có 32,50% có con cái dưới tuổi 18 sống chung với họ, 51,10% là những cặp kết hôn sinh sống với nhau, 15,60% có một chủ hộ là nữ không có chồng sống cùng, và 28,20% là không gia đình. 24,60% trong tất cả các hộ gồm các cá nhân và 9,80% có người sinh sống một mình và có độ tuổi 65 tuổi hay già hơn.  Quy mô trung bình của hộ là 2,55 còn quy mô trung bình của gia đình là 3,01,
Cơ cấu độ tuổi dân cư quận này như sau 25,30% dưới độ tuổi 18, 9,20% từ 18 đến 24, 28,50% từ 25 đến 44, 23,80% từ 45 đến 64, và 13,20% người có độ tuổi 65 tuổi hay già hơn.  Độ tuổi trung bình là 36 tuổi. Cứ mỗi 100 nữ giới thì có 93,60 nam giới. Cứ mỗi 100 nữ giới có độ tuổi 18 và lớn hơn thì, có 89,70 nam giới.
Thu nhập bình quân của một hộ ở quận này là $33.933, và thu nhập bình quân của một gia đình ở quận này là $39.739, Nam giới có thu nhập bình quân $30.402 so với mức thu nhập $21.684 đối với nữ giới. Thu nhập bình quân đầu người của quận là $15.761, Khoảng 11,60% gia đình và 14,30% dân số sống dưới ngưỡng nghèo, bao gồm 19,60% những người có độ tuổi 18 và 13,50% là những người 65 tuổi hoặc già hơn.